# Opferstein bei Pustow

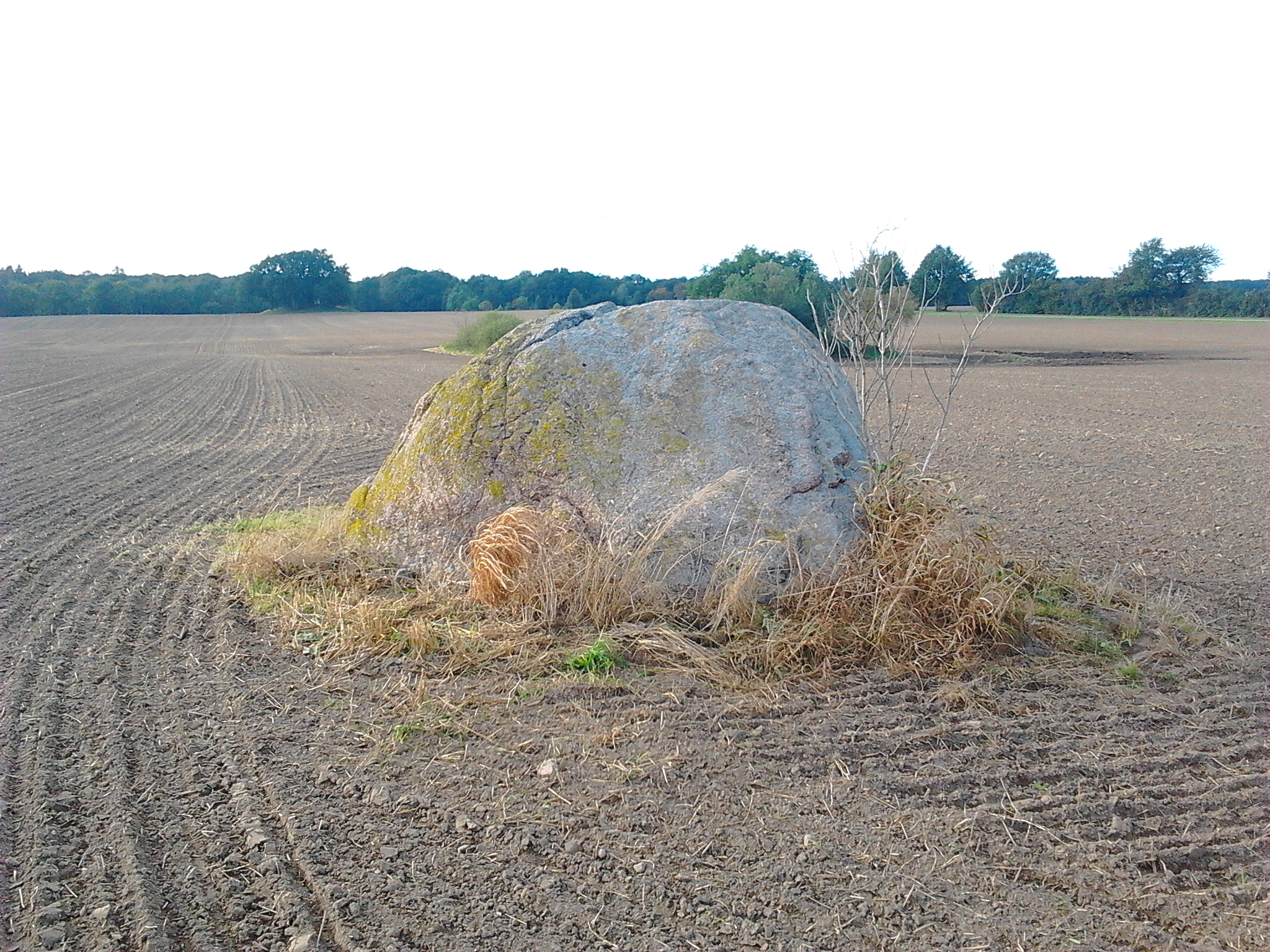
Opferstein bei Pustow

Der Opferstein bei Pustow ist ein Findling in der Gemeinde Sassen-Trantow im Landkreis Vorpommern-Greifswald in Mecklenburg-Vorpommern. Der Stein befindet sich auf einem Acker, etwa 800 Meter in südöstlich vom Ortsausgang Pustow, in rund 100 Meter Abstand südwestlich der Straße zwischen Pustow und Groß Zastrow.
Der Stein ist etwa 2,4 Meter hoch, 4,2 Meter lang und 3,6 Meter breit. Das Volumen beträgt etwa 19 Kubikmeter, die Masse wird auf 40 Tonnen geschätzt. Der Stein ragt nur zum Teil aus der Erde. Er besteht aus Rapakiwi (pyterlitischer Granit) und ist durch roten und grauen Granit sowie bis 5 cm lange Feldspatkristalle gekennzeichnet. Der Stein wurde durch eiszeitliche Gletscher von den Ålandinseln an seinen Fundort verbracht.
Der zum Teil mit Flechten bewachsene Findling hat eine leicht verwitterte Oberfläche und an der Spitze ein Bohrloch. Er wird als Opfer- bzw. Schalenstein angesehen und ist als Bodendenkmal geschützt.